# 1781

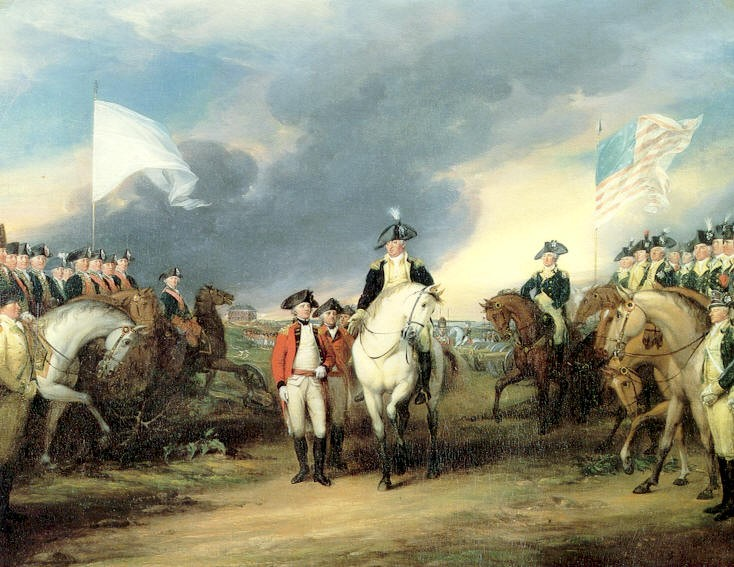
Amerikaanse Onafhankelijkheidsoorlog

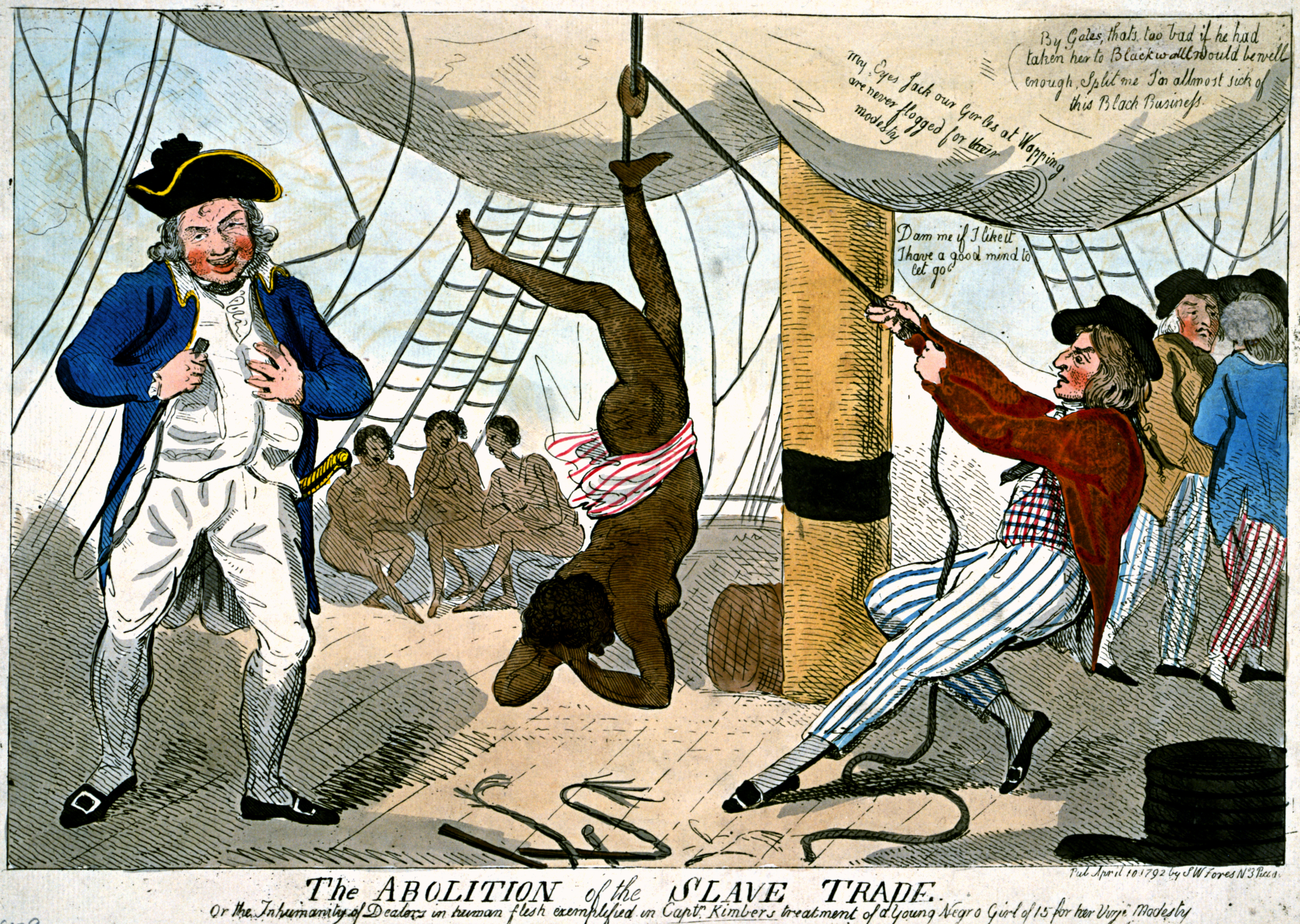
Op het Britse slavenschip de Zong zijn in de dagen na 29 november 1781 ongeveer 142 slaven op volle zee overboord geworpen. Door een rechtszaak met de verzekeraar kreeg deze zaak in Engeland veel aandacht. Deze karikatuur uit 1792 van Isaac Cruikshank gaat over de marteling van een slavin door kapitein John Kimber aan het dek van de Recovery, tien jaar na de Zongtragedie. In tegenstelling tot de bemanning van de Zong, werd Kimber berecht voor de moord op twee slavinnen.

Het jaar 1781 is het 81e jaar in de 18e eeuw volgens de christelijke jaartelling.

## Gebeurtenissen
januari

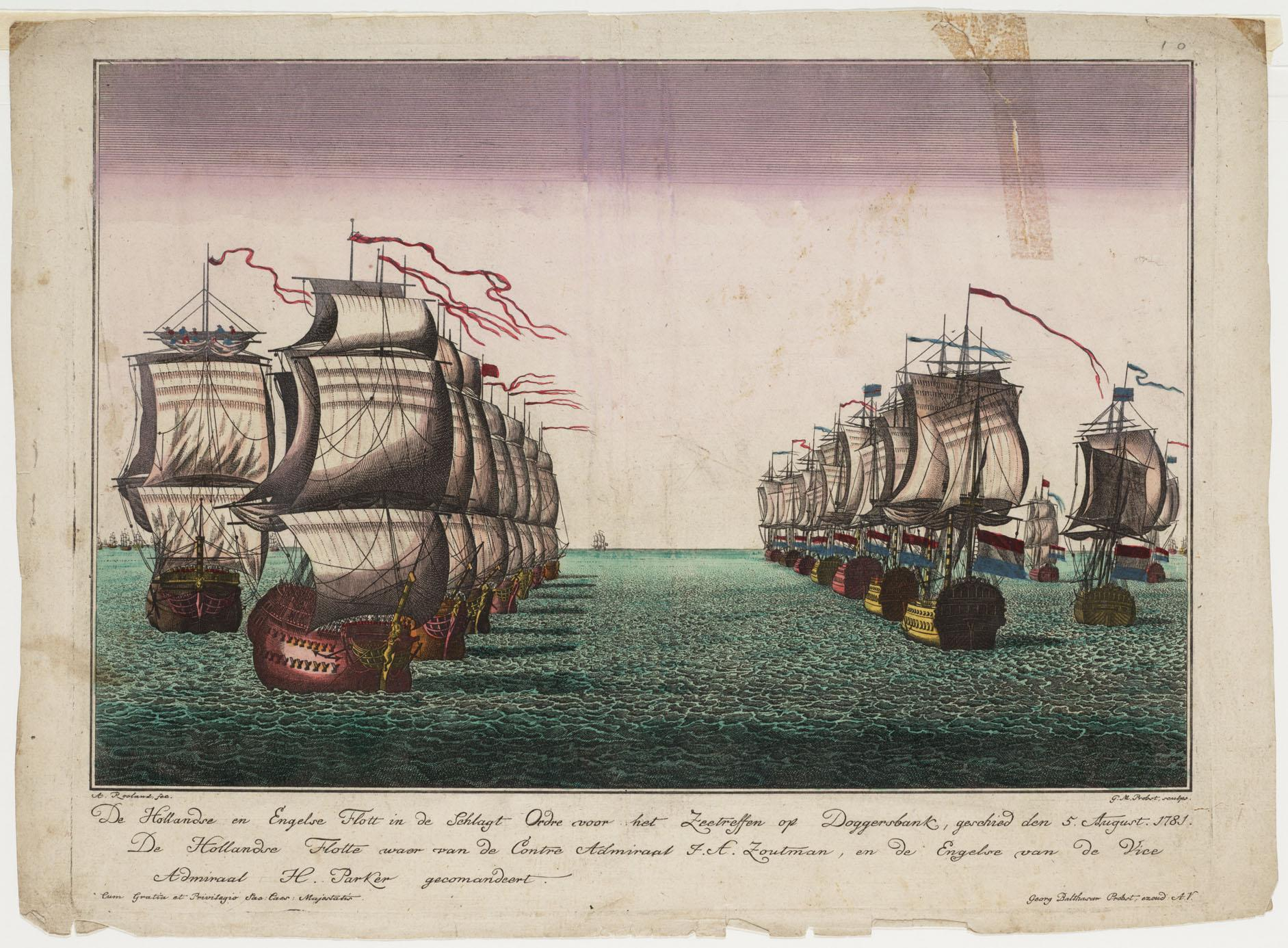
Slag bij de Doggersbank, 1781

- 1 - Officiële opening van de Iron Bridge over de Severn, de eerste gietijzeren brug ter wereld. De brug werd gebouwd tussen 1777 en 1779 om de industriële stad Broseley te verbinden met het mijnplaatsje Madeley en Coalbrookdale.
- 5 - De Engelsen veroveren de hoofdstad van Virginia, Richmond. De volgende dag branden ze een deel van de stad plat.
- 6 - Op de Royal Square in Saint Helier op het Kanaaleiland Jersey verslaan de Engelsen de Fransen in de Slag om Jersey. Zowel de Britse aanvoerder majoor Peirson als de Franse aanvoerder baron De Rullecourt komen om het leven.

februari
- 4 - De Britse admiraal George Brydges Rodney verovert het Nederlandse bezit Sint-Eustatius en maakt zich daarbij schuldig aan plundering en zelfs grafschennis.

maart
- 1 - Met de ratificatie door Maryland als laatste van de Dertien koloniën worden de Artikelen van Confederatie van kracht. Het Congres van de Confederatie treedt in functie.
- 13 - Astronoom William Herschel ontdekt de planeet Uranus. Hij bewijst ook het bestaan van de infrarode stralen, die buiten het zichtbare spectrum liggen.

mei
- 18 - In Cuzco in het latere Peru wordt Túpac Amaru II wegens zijn rol in een opstand van de Inca's door de Spanjaarden gevierendeeld.
- mei - De Amerikaanse gezant John Adams vraagt de Staten-Generaal van de Nederlanden om erkenning van de Verenigde Staten van Amerika.

juli
- juli - Keizer Jozef II reist incognito als Graaf Von Frankenstein door de Nederlanden.

augustus
- 5 - Slag bij de Doggersbank. De Engelse vloot valt een Nederlands konvooi aan bij de Doggersbank. De slag eindigt feitelijk onbeslist, maar wordt in Nederland als een grootse overwinning gevierd en wordt daarna jaarlijks door de patriotten herdacht met toespraken en banketten.

september
- 5 - Een Franse vloot voor de kust van Virginia ter bescherming van de Amerikaanse opstandelingen, verslaat de Engelsen in de Slag bij Chesapeake.
- 22 - Franse troepen onder 
Lafayette en Rochambeau omsingelen samen met de Amerikaanse opstandelingen Yorktown.
- 26 - Joan van der Capellen tot den Pol publiceert anoniem zijn pamflet "Aan het volk der Nederlanden", waarin kritiek op de stadhouder Willem V wordt geuit.

oktober
- 19 - In Yorktown, Virginia, geeft het ingesloten Engelse legertje van Charles Cornwallis zich over aan George Washington. Dit moment wordt gezien als het militaire einde van de Amerikaanse Onafhankelijkheidsoorlog.
- 24 - Troonopvolger Anton van Saksen trouwt met Maria Carolina, dochter van Victor Amadeus III van Savoye.

november
- 12 - Keizer Jozef II vaardigt een decreet over de tolerantie uit. "Niet-katholieken", dat wil zeggen joden maar ook protestanten krijgen in de Oostenrijkse Nederlanden godsdienstvrijheid, de cultusvrijheid blijft tot de privésfeer beperkt.
- 15 - De opstandige indianenleider Túpac Katari wordt door de Spanjaarden in La Paz gevierendeeld.
- 26 - Franse troepen uit Fort Royal onder bevel van de markies De Bouille verjagen de Engelsen van Sint-Eustatius en bezetten hun garnizoensplaats. Het teruggevonden geld van de plundering wordt onder de troepen en de eilandbewoners verdeeld.
- november - Keizer Jozef II beveelt de ontruiming van de vestingen van de Republiek in de Zuidelijke Nederlanden, nadat hij het Barrièretraktaat heeft opgezegd.

december
- 31 - De Amerikanen laten de Britse generaal Cornwallis vrij in ruil voor de oud-president van het Continental Congres Henry Laurens.

zonder datum
- In zijn Kritiek van de zuivere Rede probeert de Pruisische filosoof Immanuel Kant de tegenstelling tussen het empirisme en het rationalisme te overwinnen. Volgens hem geeft de Rede vorm aan de waarnemingen, die weer inhoud geven aan de vormen.

## Muziek
- Johann Christian Bach schrijft zijn Symfonieën Opus 18.
- Domenico Cimarosa componeert Giannina e Bernardone.
- Joseph Haydn componeert zijn Symfonieën nr. 74 en 75.

## Beeldende kunst

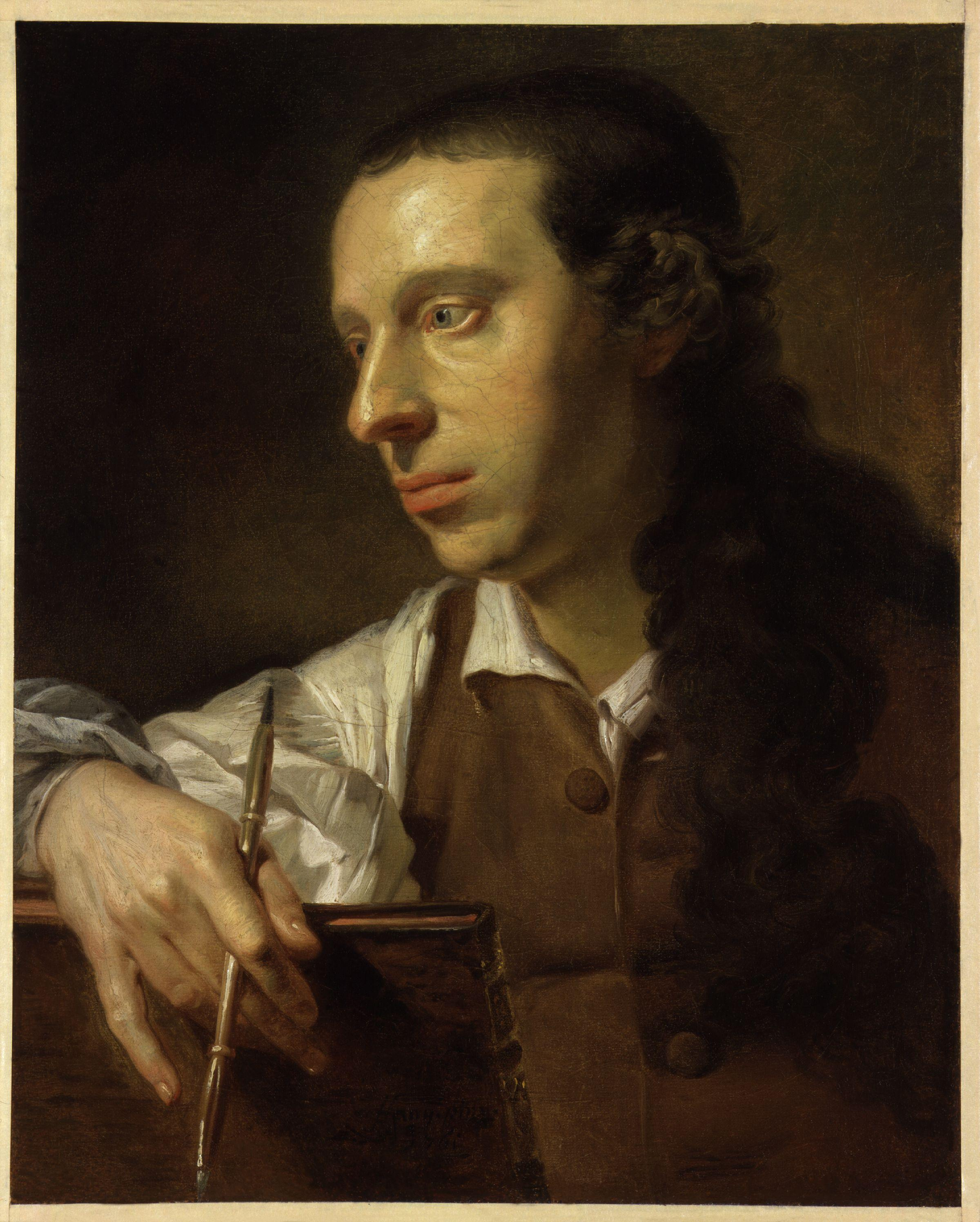
Zelfportret Johann Zoffany (1781), National Portrait Gallery, Londen
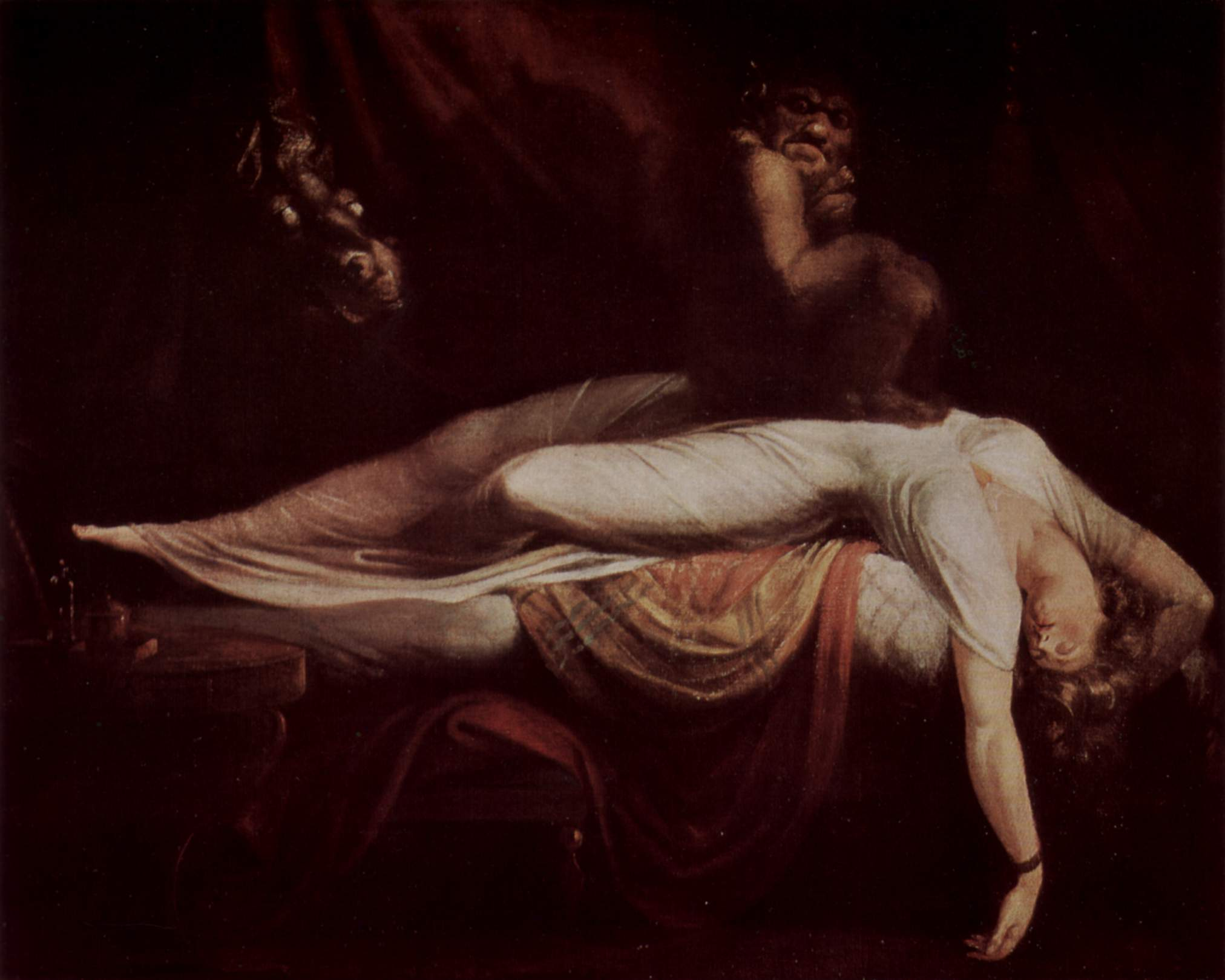
De nachtmerrie (originele Engelse titel: The Nightmare) is een schilderij van de Zwitsers-Engelse kunstschilder Johann Heinrich Füssli, gemaakt in 1781, 101,6 × 126,7 centimeter groot. Het toont een vrouw in een angstdroom met een incubus op haar borst en geldt als een schoolvoorbeeld van de vroeg-romantiek. Het behoort tot de collectie van het Detroit Institute of Arts.
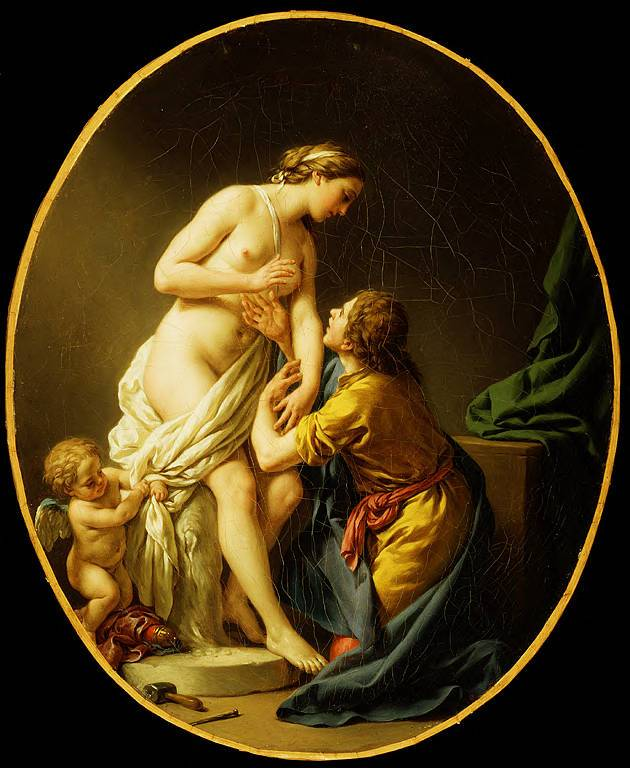
Pygmalion and Galatea painting oil on canvas by Louis-Jean-François Lagrenée

## Bouwkunst

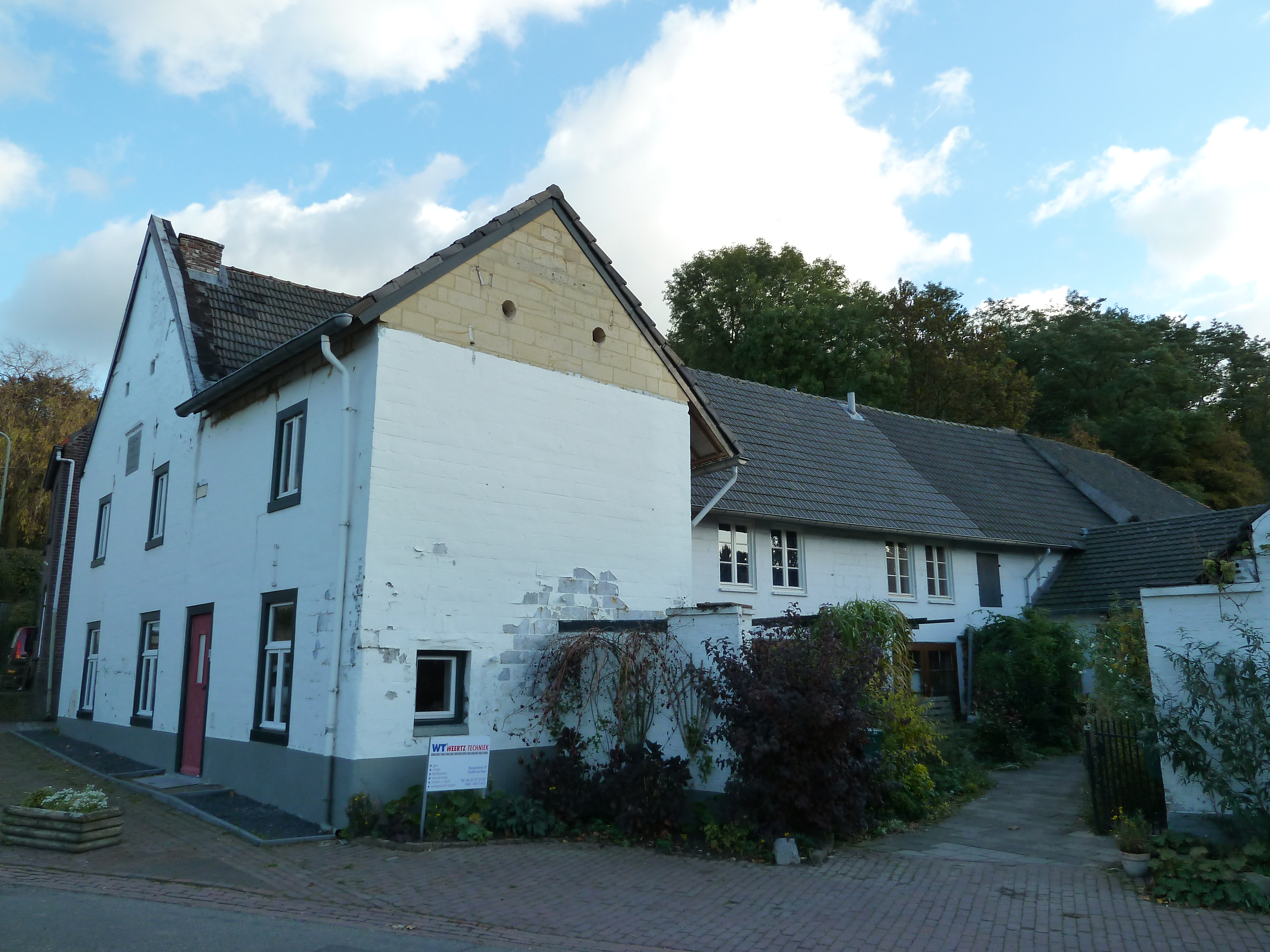
Boerderij, Bemelen (1781)

## Geboren
januari
- 30 - Adelbert von Chamisso, Duits dichter (overleden 1838)

februari
- 14 - Valentín Gómez Farías, Mexicaans president (1833 en 1846-1847) (overleden 1858)
- 17 - René Laënnec, Frans arts (overleden 1826)
- 19 - Carel Naret Oliphant, Nederlands apotheker en schaker (overleden 1867)

maart
- 13 - Karl Friedrich Schinkel, Duits architect (overleden 1841)

juni
- 9 - George Stephenson, Engels uitvinder van de stoomlocomotief (overleden 1848)

juli
- 6 - Thomas Raffles, oprichter London Zoo (overleden 1826)

september
- 3 - Eugène de Beauharnais, groothertog van Frankfurt en van 1805 tot 1814 onderkoning van Italië (overleden 1824)

oktober
- 2 - William Wyatt Bibb, Amerikaans politicus (overleden 1820)
- 22 - Lodewijk Jozef van Frankrijk, oudste zoon van Lodewijk XVI en van Marie Antoinette (overleden 1789)

november
- 29 - Andrés Bello López, Chileens-Venezolaans humanist, dichter en politicus (overleden 1865)

december
- 11 - David Brewster, Schots natuurkundige (overleden 1868)

## Overleden
februari
- 15 - Gotthold Ephraim Lessing (52), Duits schrijver uit de Verlichting

april
- 22 - Josef Ferdinand Norbert Seger (65), Boheems componist

mei
- 27 - Giovanni Battista Beccaria (64), Italiaans natuurkundige

december
- 15 - Sophia Polyxena Concordia van Sayn-Wittgenstein-Hohenstein (72), vorstin van Nassau-Siegen